# Ghiacciaio Pan
Il ghiacciaio Pan (in inglese Pan Glacier) è un ghiacciaio lungo circa 13 km situato sulla costa di Bowman, nella parte sud-orientale della Terra di Graham, in Antartide. Il ghiacciaio, il cui punto più alto si trova a circa 720 m s.l.m., fluisce verso nord fino a entrare nell'insenatura di Bowman circa 3,7 km a sud-ovest del nunatak Victory.

## Storia
Le pendici del ghiacciaio Pan furono mappate per la prima volta da W.L.G. Joerg basandosi su fotografie aeree scattate da Lincoln Ellsworth nel novembre del 1935. Il ghiacciaio fu poi nuovamente fotografato nel dicembre 1947 durante una ricognizione aerea effettuata nel corso della spedizione antartica condotta nel 1947-48 al comando di Finn Rønne, e infine nel dicembre 1958 una spedizione del British Antarctic Survey, che all'epoca si chiamava ancora Falkland Islands and Dependencies Survey (FIDS), lo esplorò via terra e lo mappò interamente. Il ghiacciaio fu poi battezzato dal Comitato britannico per i toponimi antartici in onore di Pan, il dio della pastorizia nella mitologia greca.